# Kajo Nelles

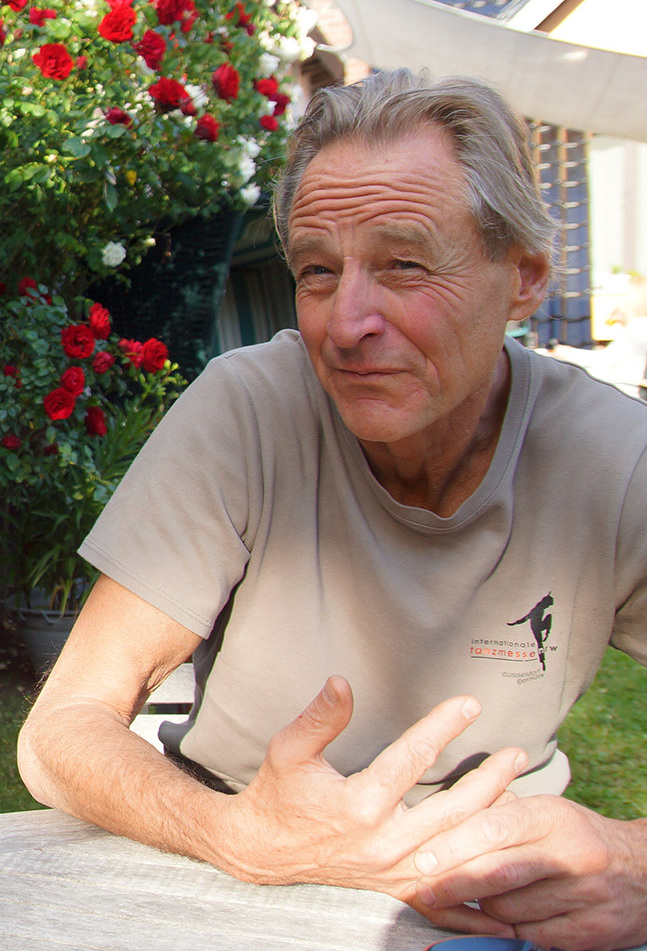
Kajo Nelles (2015)

Karl-Josef „Kajo“ Nelles (* 26. September 1953 in Marmagen) ist ein deutscher Tanz-Entrepreneur und Autor.

## Wirken

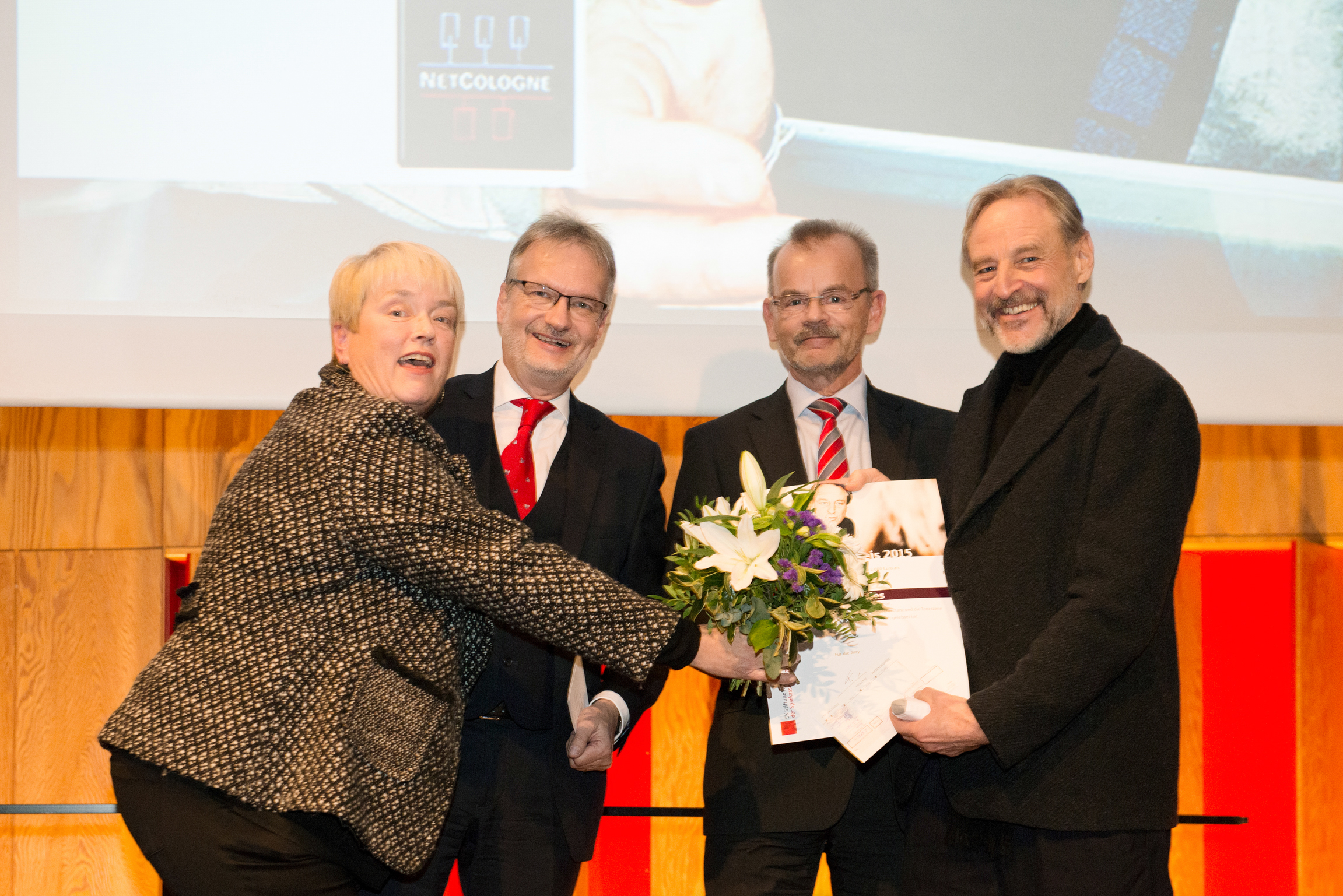
Verleihung des Kölner Ehren-Theaterpreises 2015 durch die SK-Stiftung Kultur (v. l. n. r. Christiane Ruff, Prof. Hans-Georg Bögner, Jost Hermanns, Kajo Nelles)

1984 gründete er mit James Saunders und Christiane Ruff die Tanzprojekte Köln, Kreativität durch Bewegung ein Zentrum für zeitgenössischen Tanz. Von 1986 bis 1997 arbeitete er als Bewegungslehrer und Geschäftsführer der Tanzprojekte Köln. In den Jahren 1998 bis 2002 produzierte er als Geschäftsführer des Vereins zur Förderung des zeitgenössischen Tanz, Köln in Kooperation mit „Ecole des Sable, Senegal“ und der Compagnie Jant-Bi, Susanne Linke und Avi Kaiser das zeitgenössische deutsch-senegalesische Tanzstück Le coq est mort. Das Stück tourte zwei Jahre weltweit u. a. Arizona State University, Phoenix, Kennedy-Center, Jacob’s Pillow Festival in den USA, in Frankreich, Spanien, Italien, den Niederlanden, Dänemark, Norwegen, dem Vereinigten Königreich, Luxemburg, Frankreich und Deutschland. Er engagierte sich von 2007 bis 2014 als Geschäftsführer des NRW Landesbüro Tanz für die Vernetzung der nordrhein-westfälischen Tanzszene. Von 2002 bis 2012 entwickelte er zusammen mit Carolelinda Dickey, Anke Brunn (Vorsitzende) und Hans Jürgen Baedeker (Co-Vorsitzender) die Tanzmesse NRW zum weltweit größten Tanzmarkt für zeitgenössischen Tanz, zur Internationalen Tanzmesse NRW, Düsseldorf. Er arbeitete in zahlreichen internationalen Tanz-Jurys mit.

## Auszeichnungen
Im Jahr 2015 wurde ihm von der SK Stiftung Kultur der Kölner Ehrentheaterpreis verliehen.

## Bücher
- als Autor:
  - James. Leben, Werk und Visionen des Tänzers, Choreographen und Bewegungslehrers James Saunders. Königsfurt-Verlag, Krummwisch 1999, ISBN 978-3-933939-10-4.
  - Ins Herz gestellt. „Liebe Frau Merkel.“ Ein Brief aus der deutschen Provinz. Rhein-Mosel Verlag, Zell/Mosel 2019, ISBN 978-3-89801-414-4.
- als Herausgeber:
  - James Saunders: Body as Heart. Übungen für Tanz und Alltag. Verein zur Förderung des Zeitgenössischen Tanzes Köln e.V., Köln 1996 (Digitale Version, abgerufen am 22. September 2024).
  - Choreographers. Photographs by Paul Kalkbrenner. Verlag am See, Kürten 2009, ISBN 978-3-00-029672-7.